# Croix-Rouge japonaise
La Croix-Rouge japonaise (日本赤十字社, Nippon Sekijūjisha) est l'organisation japonaise liée au Mouvement international de la Croix-Rouge et du Croissant-Rouge. Sa création fut autorisée en vertu de la loi sur la Société de la Croix-Rouge japonaise promulguée en 1952. L'abréviation est « Nisseki » (Croix-Rouge japonaise).
Son prédécesseur, la Société Hakuaisha, a été fondée pendant la rébellion de Satsuma en 1877. Suivant la politique du gouvernement japonais, qui a signé et ratifié la Convention de Genève en 1886, l'organisation fut rebaptisée Société de la Croix-Rouge japonaise l'année suivante, en 1887.
Le représentant et président de la société est Atsushi Seike (ancien président de l'Université Keiō). La présidente honoraire est l'impératrice Masako. Conformément à une résolution du Conseil des délégués, cinq membres de la famille impériale occupent actuellement le poste de vice-présidents honoraires : la princesse Kiko, épouse du prince héritier Fumihito, le prince Masahito de Hitachi, la princesse Hanako (épouse de Masahito), la princesse Nobuko, et la princesse Hisako (veuve du prince Norihito).
La Croix-Rouge japonaise gère 91 hôpitaux de la Croix-Rouge et 47 centres régionaux de transfusion sanguine à travers le pays, et les hôpitaux de la Croix-Rouge sont désignés comme des institutions médicales tertiaires pour les soins médicaux d'urgence. L'entreprise du sang est la seule au Japon à fabriquer des produits à base de sang donné. De plus, les centres, hôpitaux, succursales, etc. disposent d'équipes médicales permanentes (chaque équipe est composée de six personnes : un médecin, une infirmière en chef, deux infirmières et deux personnels administratifs chargés des affaires générales (travail de bureau). Ils effectuent également des opérations de sauvetage lors de catastrophes naturelles telles que des tremblements de terre et des typhons, ainsi que lorsqu'un grand nombre de blessés se produit et que les pompiers ne sont pas en mesure de gérer la situation, comme dans le cas d'accidents d'avions de ligne et d'accidents majeurs de transports publics.